# Morti nel 1933
| Questa pagina contiene informazioni ricavate automaticamente dalle voci biografiche con l'ausilio del template Bio e di un bot. L'aggiornamento è periodico e automatico e ricostruisce completamente la pagina. Se manca una persona in questa lista, sei pregato di non aggiungerla, ma accertati piuttosto che la sua voce biografica contenga il template Bio e che i dati anagrafici siano correttamente compilati. Se il template Bio manca, inseriscilo tu stesso o, in alternativa, metti l'avviso {{tmp\|Bio}} che ne segnala la mancanza. Se i dati riportati sono sbagliati, correggi direttamente la voce biografica; le modifiche saranno visibili in questa lista entro pochi giorni. Per chiarimenti vedi il progetto biografie. La lista contiene solo le 678 persone che sono citate nell'enciclopedia e per le quali è stato implementato correttamente il template Bio. Pagina aggiornata al 10 ago 2025. |

## Gennaio(50)
- 2 gennaio - Robert Gufflet, velista francese (n. 1883)
- 3 gennaio - Gabriel Anton, neurologo austriaco (n. 1858)
- 3 gennaio - Wilhelm Cuno, politico tedesco (n. 1876)
- 3 gennaio - Jack Pickford, attore cinematografico e regista canadese (n. 1896)
- 3 gennaio - Nicola Squitti di Palermiti e Guarna, politico italiano (n. 1856)
- 4 gennaio - Laura Pochin, nobildonna e attivista inglese (n. 1854)
- 5 gennaio - Calvin Coolidge, politico statunitense (n. 1872)
- 5 gennaio - John Mackinnon Robertson, giornalista e politico britannico (n. 1856)
- 5 gennaio - Karol Sliwowski, vescovo cattolico polacco (n. 1855)
- 5 gennaio - Zinaida L'vovna Volkova, rivoluzionaria sovietica (n. 1901)
- 6 gennaio - Francesco Lanza, scrittore italiano (n. 1897)
- 6 gennaio - Vladimir de Pachmann, pianista russo (n. 1848)
- 7 gennaio - Margaret Macdonald Mackintosh, pittrice, illustratrice e decoratrice britannica (n. 1864)
- 7 gennaio - Homer Taylor, arciere statunitense (n. 1851)
- 8 gennaio - Herbert John Louis Hinkler, pioniere dell'aviazione e inventore australiano (n. 1892)
- 8 gennaio - Alfonso di Baviera, generale tedesco (n. 1862)
- 9 gennaio - Daphne Akhurst, tennista australiana (n. 1903)
- 9 gennaio - Giuseppe Terrabugio, musicista, organista e docente italiano (n. 1842)
- 10 gennaio - Narcisse-Augustin Lefort, violinista e docente francese (n. 1852)
- 10 gennaio - Roberto Mantovani, geologo e violinista italiano (n. 1854)
- 10 gennaio - Sergej Fëdorovič Platonov, storico russo (n. 1860)
- 11 gennaio - Bernardino Lotti, geologo italiano (n. 1847)
- 13 gennaio - Dana Carleton Munro, storico statunitense (n. 1866)
- 14 gennaio - Aenne Biermann, fotografa tedesca (n. 1898)
- 14 gennaio - Fritz Englund, scacchista svedese (n. 1871)
- 14 gennaio - Hermann von Hatzfeldt, militare e politico tedesco (n. 1848)
- 16 gennaio - Willy Burmester, violinista e compositore tedesco (n. 1869)
- 16 gennaio - Artur Ivens Ferraz, generale e politico portoghese (n. 1870)
- 17 gennaio - David Beghè, pittore italiano (n. 1854)
- 17 gennaio - Ruurd Leegstra, canottiere olandese (n. 1877)
- 17 gennaio - Ormond Stone, astronomo e matematico statunitense (n. 1847)
- 17 gennaio - Louis Comfort Tiffany, artista e designer statunitense (n. 1848)
- 18 gennaio - Charles Cazalet, filantropo, dirigente sportivo e politico francese (n. 1858)
- 18 gennaio - John McCartney, allenatore di calcio e calciatore scozzese (n. 1866)
- 19 gennaio - Bruto Castellani, attore italiano (n. 1881)
- 20 gennaio - Douglas Dawson, generale britannico (n. 1854)
- 21 gennaio - George Moore, scrittore, poeta e drammaturgo irlandese (n. 1852)
- 22 gennaio - Gustave Mutel, arcivescovo cattolico e missionario francese (n. 1854)
- 23 gennaio - René Vallery-Radot, scrittore e biografo francese (n. 1853)
- 23 gennaio - Apollinarij Michajlovič Vasnecov, pittore russo (n. 1856)
- 25 gennaio - Lewis J. Selznick, produttore cinematografico ucraino (n. 1870)
- 26 gennaio - Alva Belmont, socialite statunitense (n. 1853)
- 26 gennaio - Elizabeth Christitch, giornalista, scrittrice e poetessa irlandese (n. 1861)
- 27 gennaio - Carlo Petitti di Roreto, generale italiano (n. 1862)
- 28 gennaio - George Saintsbury, scrittore, storico e critico letterario inglese (n. 1845)
- 29 gennaio - Sara Teasdale, poetessa statunitense (n. 1884)
- 29 gennaio - Carl von Bergen, pittore tedesco (n. 1853)
- 30 gennaio - Francesco Contarino, matematico italiano (n. 1855)
- 31 gennaio - John Galsworthy, scrittore e drammaturgo inglese (n. 1867)
- 31 gennaio - Alfredo Salafia, italiano (n. 1869)

## Febbraio(60)
- 1º febbraio - Pietro Ellero, giurista, criminologo e politico italiano (n. 1833)
- 2 febbraio - Gaston de Pawlowski, scrittore e inventore francese (n. 1874)
- 3 febbraio - Vittorio Chenal, sindacalista italiano (n. 1863)
- 3 febbraio - Richard Linsert, psicologo e sessuologo tedesco (n. 1899)
- 3 febbraio - Anne de Rochechouart de Mortemart, filantropa, artista e nobile francese (n. 1847)
- 4 febbraio - Archibald Henry Sayce, archeologo britannico (n. 1846)
- 5 febbraio - Joseph William Agar, calciatore e crickettista inglese (n. 1874)
- 5 febbraio - Joseph Roffo, tiratore di fune e rugbista a 15 francese (n. 1879)
- 6 febbraio - Lee Morris, attore statunitense (n. 1863)
- 7 febbraio - Albert Apponyi, diplomatico ungherese (n. 1846)
- 8 febbraio - Carlo Castelli, arcivescovo cattolico italiano (n. 1863)
- 8 febbraio - Francisco Gomes Teixeira, matematico portoghese (n. 1851)
- 9 febbraio - Andreas Frühwirth, cardinale e arcivescovo cattolico austriaco (n. 1845)
- 9 febbraio - Percy Heath, sceneggiatore, commediografo e giornalista statunitense (n. 1884)
- 10 febbraio - Carl Heinrich Becker, orientalista, islamista e politico tedesco (n. 1876)
- 10 febbraio - Millo Bortoluzzi, pittore italiano (n. 1868)
- 11 febbraio - Olga Ossani, giornalista e scrittrice italiana (n. 1857)
- 12 febbraio - Henri Duparc, compositore francese (n. 1848)
- 12 febbraio - William Robertson, militare britannico (n. 1860)
- 14 febbraio - Carl Correns, botanico tedesco (n. 1864)
- 14 febbraio - Cesare De Titta, poeta italiano (n. 1862)
- 14 febbraio - Alejandro García Fontcuberta, vescovo cattolico e missionario spagnolo (n. 1869)
- 14 febbraio - Knut Dahlander, pittore e incisore svedese (n. 1883)
- 14 febbraio - Syd King, calciatore e allenatore di calcio inglese (n. 1873)
- 14 febbraio - Enrico Rocchi, generale italiano (n. 1850)
- 14 febbraio - Ernie Schaaf, pugile statunitense (n. 1908)
- 15 febbraio - Paola Consolo, pittrice italiana (n. 1908)
- 15 febbraio - Pat Sullivan, fumettista e animatore australiano (n. 1885)
- 17 febbraio - Ersilia Bronzini, attivista italiana (n. 1859)
- 17 febbraio - Corinne Roosevelt Robinson, poetessa e scrittrice statunitense (n. 1861)
- 17 febbraio - Toktogul Satılgan, poeta e cantante kirghizo (n. 1864)
- 18 febbraio - James J. Corbett, pugile e attore statunitense (n. 1866)
- 18 febbraio - Arnold Mendelssohn, compositore tedesco (n. 1855)
- 18 febbraio - Karl Praechter, filologo classico tedesco (n. 1858)
- 18 febbraio - Simon Fraser, XIV Lord Lovat, generale scozzese (n. 1871)
- 18 febbraio - William Withers, golfista statunitense (n. 1864)
- 19 febbraio - Juan Bautista Aznar-Cabañas, politico e ammiraglio spagnolo (n. 1860)
- 19 febbraio - Luigi Lodi, giornalista italiano (n. 1856)
- 19 febbraio - John Sullivan, presbitero irlandese (n. 1861)
- 20 febbraio - Takiji Kobayashi, scrittore giapponese (n. 1903)
- 21 febbraio - Ernst Johannes Schmidt, biologo danese (n. 1877)
- 22 febbraio - Paolo Azzurri, attore, regista e produttore cinematografico italiano (n. 1878)
- 22 febbraio - Archibald Knox, artista, designer e orafo britannico (n. 1864)
- 22 febbraio - Maria Pezzé Pascolato, pedagogista e scrittrice italiana (n. 1869)
- 23 febbraio - David Horsley, produttore cinematografico inglese (n. 1873)
- 23 febbraio - Henri Monnot, velista francese (n. 1866)
- 24 febbraio - Eugenio Bertini, matematico italiano (n. 1846)
- 24 febbraio - Domenico Cento, militare italiano (n. 1881)
- 25 febbraio - Jules Andrade, matematico francese (n. 1857)
- 25 febbraio - Fabrizio Padula, chirurgo italiano (n. 1861)
- 25 febbraio - Guido Toja, matematico italiano (n. 1870)
- 26 febbraio - Spottiswoode Aitken, attore scozzese (n. 1868)
- 26 febbraio - Philipp Bauknecht, pittore tedesco (n. 1844)
- 26 febbraio - Thyra di Danimarca, principessa danese (n. 1853)
- 26 febbraio - Armando De Gregorio, compositore e arrangiatore italiano (n. 1866)
- 26 febbraio - Thomas Watt Gregory, politico e avvocato statunitense (n. 1861)
- 26 febbraio - Aleksandr Michajlovič Romanov, nobile russo (n. 1866)
- 27 febbraio - Walter Hiers, attore statunitense (n. 1893)
- 27 febbraio - William Lindsay, calciatore inglese (n. 1872)
- 28 febbraio - Lilla Cabot Perry, pittrice statunitense (n. 1848)

## Marzo(47)
- 2 marzo - Francesco Luigi Ferrari, giornalista, politico e antifascista italiano (n. 1889)
- 2 marzo - Thomas James Walsh, politico e avvocato statunitense (n. 1859)
- 3 marzo - Robert Radford, basso britannico (n. 1874)
- 4 marzo - Juan Francisco González, pittore cileno (n. 1853)
- 4 marzo - Solomon kaDinuzulu, sovrano zulu (n. 1891)
- 5 marzo - Theodor Zahn, teologo e biblista tedesco (n. 1838)
- 6 marzo - Umberto Gabbi, medico e politico italiano (n. 1860)
- 8 marzo - William Hope, fotografo britannico (n. 1863)
- 8 marzo - Alan Roscoe, attore statunitense (n. 1886)
- 9 marzo - Arnaldo Angelucci, oculista italiano (n. 1854)
- 10 marzo - Émile André, artista, architetto e designer francese (n. 1871)
- 10 marzo - Norbert Klein, religioso, teologo e vescovo cattolico austriaco (n. 1866)
- 10 marzo - Ahmed Sharif as-Senussi, libico (n. 1873)
- 11 marzo - John G. Adolfi, regista, attore e sceneggiatore statunitense (n. 1888)
- 12 marzo - Friedrich Rinne, mineralogista e cristallografo tedesco (n. 1863)
- 13 marzo - Robert Innes, astronomo sudafricano (n. 1861)
- 14 marzo - Antonio Garbasso, fisico e politico italiano (n. 1871)
- 14 marzo - Gustavo Jiménez, politico peruviano (n. 1886)
- 16 marzo - Piero Benedetti, matematico italiano (n. 1876)
- 16 marzo - Émile Chapelier, scrittore, anarchico e esperantista belga (n. 1870)
- 16 marzo - Alfréd Haar, matematico ungherese (n. 1885)
- 17 marzo - Ferdinand von Alten, attore tedesco (n. 1885)
- 18 marzo - Domenico Trentacoste, scultore italiano (n. 1859)
- 18 marzo - Luigi Amedeo di Savoia-Aosta, nobile, ammiraglio e esploratore italiano (n. 1873)
- 19 marzo - Marcel Bertrand, calciatore francese (n. 1899)
- 19 marzo - Erhard Heiden, generale tedesco (n. 1901)
- 19 marzo - Albert Paulig, attore tedesco (n. 1873)
- 19 marzo - Şehzade Mehmed Nizameddin, principe ottomano (n. 1908)
- 20 marzo - Giuseppe Zangara, criminale italiano (n. 1900)
- 21 marzo - Enrico D'Ovidio, matematico e politico italiano (n. 1843)
- 21 marzo - Jiří Polívka, slavista ceco (n. 1858)
- 23 marzo - Asta Nørregaard, pittrice norvegese (n. 1853)
- 23 marzo - Giuseppe Petrone, vescovo cattolico italiano (n. 1872)
- 25 marzo - Camillo Acqua, entomologo italiano (n. 1863)
- 25 marzo - Erik Jan Hanussen, illusionista austriaco (n. 1889)
- 25 marzo - Giuseppe Leone, avvocato e politico italiano (n. 1864)
- 25 marzo - João de Deus Mena Barreto, generale e politico brasiliano (n. 1874)
- 26 marzo - Eddie Lang, chitarrista statunitense (n. 1902)
- 27 marzo - Matilde di Sassonia, principessa tedesca (n. 1862)
- 28 marzo - Fridrich Arturovič Cander, ingegnere sovietico (n. 1887)
- 28 marzo - Augusto Curi, arcivescovo cattolico italiano (n. 1870)
- 28 marzo - Julius Hoste, scrittore e imprenditore belga (n. 1848)
- 30 marzo - John Eisele, mezzofondista e siepista statunitense (n. 1884)
- 30 marzo - Maria Marchesini, saggista italiana (n. 1896)
- 30 marzo - Vincenzo Morello, giornalista e politico italiano (n. 1860)
- 30 marzo - Tito II Ricordi, editore musicale italiano (n. 1865)
- 31 marzo - Baltasar Brum, avvocato e politico uruguaiano (n. 1883)

## Aprile(59)
- 1º aprile - Salvador Rueda, poeta e giornalista spagnolo (n. 1857)
- 1º aprile - Frederic Thesiger, I visconte Chelmsford, politico britannico (n. 1868)
- 2 aprile - Bartolomeo Asquasciati, alpinista italiano (n. 1877)
- 2 aprile - Paul Biensfeldt, attore tedesco (n. 1869)
- 2 aprile - George Calnan, schermidore statunitense (n. 1900)
- 2 aprile - Ranjitsinhji Vibhoji, principe, crickettista e politico indiano (n. 1872)
- 2 aprile - Luigi Salsi, ingegnere, dirigente sportivo e editore italiano (n. 1889)
- 3 aprile - Luigi Callaini, politico e avvocato italiano (n. 1848)
- 3 aprile - Charles Mengin, pittore e scultore francese (n. 1853)
- 4 aprile - Libero Andreotti, scultore, illustratore e ceramista italiano (n. 1875)
- 4 aprile - Elizabeth Bacon Custer, scrittrice statunitense (n. 1842)
- 4 aprile - John Laichinger, ginnasta e multiplista statunitense (n. 1884)
- 5 aprile - Arife Kadriye Sultan, principessa ottomana (n. 1885)
- 5 aprile - Earl Derr Biggers, scrittore, giornalista e commediografo statunitense (n. 1884)
- 5 aprile - Mariano Borgatti, militare italiano (n. 1853)
- 5 aprile - Andrej Karlin, vescovo cattolico austriaco (n. 1857)
- 5 aprile - Hjalmar Mellin, matematico finlandese (n. 1854)
- 5 aprile - Roderich Stintzing, medico tedesco (n. 1854)
- 7 aprile - Carlo Stefano d'Asburgo-Teschen, nobile (n. 1860)
- 7 aprile - Wilhelm Erben, storico e medievista austriaco (n. 1864)
- 7 aprile - Luigi Magrini, inventore e imprenditore italiano (n. 1864)
- 7 aprile - Louis Ravet, attore francese (n. 1870)
- 9 aprile - Sigfrid Karg-Elert, compositore, docente e organista tedesco (n. 1877)
- 9 aprile - Gino Vallesella, calciatore italiano (n. 1887)
- 10 aprile - Henry van Dyke, scrittore e poeta statunitense (n. 1852)
- 11 aprile - William Metzger, imprenditore statunitense (n. 1868)
- 11 aprile - Valentino Pittoni, politico italiano (n. 1872)
- 12 aprile - Lola Artôt de Padilla, soprano francese
- 12 aprile - Zelia Nuttall, archeologa e etnologa statunitense (n. 1857)
- 12 aprile - Gus Rodenberg, tiratore di fune statunitense (n. 1873)
- 15 aprile - Giacinto Gaggia, arcivescovo cattolico italiano (n. 1847)
- 15 aprile - George Saling, ostacolista statunitense (n. 1909)
- 16 aprile - Umberto Balestreri, alpinista e magistrato italiano (n. 1889)
- 16 aprile - Anton Haberstock, calciatore svizzero (n. 1887)
- 17 aprile - Harriet Brooks, fisica canadese (n. 1876)
- 17 aprile - Dionigio Canestrari, organista e compositore italiano (n. 1865)
- 17 aprile - Konst'ant'ine Marjanishvili, attore, regista teatrale e regista cinematografico georgiano (n. 1872)
- 19 aprile - Ernest William Hobson, matematico inglese (n. 1856)
- 19 aprile - Siegfried Popper, ammiraglio e ingegnere austro-ungarico (n. 1848)
- 19 aprile - Karl Swoboda, sollevatore austriaco (n. 1882)
- 20 aprile - Boris L'vovič Rozing, fisico, scienziato e docente russo (n. 1869)
- 21 aprile - Henry W. Barry, compositore di scacchi statunitense (n. 1878)
- 21 aprile - Luigi Brigiotti, poeta italiano (n. 1859)
- 21 aprile - 'Elisiva Fusipala Tauki'onetuku, principessa tongana (n. 1912)
- 21 aprile - Raffaele Manari, presbitero, organista e compositore italiano (n. 1887)
- 22 aprile - Louis-Auguste Girardot, pittore e incisore francese (n. 1856)
- 22 aprile - Henry Royce, imprenditore britannico (n. 1863)
- 22 aprile - Luigi Filippo di Thurn und Taxis, principe tedesco (n. 1901)
- 23 aprile - Cesare Agostinelli, anarchico e pubblicista italiano (n. 1854)
- 23 aprile - Tim Keefe, giocatore di baseball statunitense (n. 1857)
- 24 aprile - Wilhelm von Schoen, diplomatico tedesco (n. 1851)
- 25 aprile - Franz Nopcsa, paleontologo, geologo e naturalista ungherese (n. 1877)
- 29 aprile - Anagarika Dharmapala, scrittore cingalese (n. 1864)
- 29 aprile - Konstantinos Kavafis, poeta e giornalista greco (n. 1863)
- 30 aprile - Friedrich Richard Adelbart Johow, botanico e micologo tedesco (n. 1859)
- 30 aprile - Wilf Low, calciatore scozzese (n. 1885)
- 30 aprile - Anna de Noailles, poetessa e romanziera francese (n. 1876)
- 30 aprile - Luis Miguel Sánchez Cerro, politico e generale peruviano (n. 1889)
- 30 aprile - Louis Van Hoeck, missionario e vescovo cattolico belga (n. 1870)

## Maggio(50)
- 1º maggio - William Bertram, attore, regista e sceneggiatore canadese (n. 1880)
- 2 maggio - Luciano Campisi, scultore italiano (n. 1860)
- 2 maggio - Leonard Huxley, docente, biografo e editore britannico (n. 1860)
- 2 maggio - Martha Mattox, attrice statunitense (n. 1879)
- 3 maggio - Frederick Kerr, attore britannico (n. 1858)
- 4 maggio - Tasziló Festetics, nobile ungherese (n. 1850)
- 6 maggio - Li Ching-yun, artista marziale cinese
- 7 maggio - Obizzo Malaspina di Carbonara, diplomatico e politico italiano (n. 1855)
- 7 maggio - Nelly Neppach, tennista tedesca (n. 1898)
- 8 maggio - Wray Bartlett Physioc, regista e sceneggiatore statunitense (n. 1890)
- 8 maggio - Bonaventura Cerretti, cardinale e arcivescovo cattolico italiano (n. 1872)
- 8 maggio - Karla Grosch, danzatrice tedesca (n. 1904)
- 8 maggio - Magnus Schjerfbeck, architetto finlandese (n. 1860)
- 9 maggio - John Jarvis, nuotatore e pallanuotista britannico (n. 1872)
- 10 maggio - Duilio Gigli, matematico italiano (n. 1878)
- 10 maggio - Selma Kurz, cantante lirica austriaca (n. 1874)
- 10 maggio - Maria Teresa d'Asburgo-Lorena, nobile (n. 1862)
- 11 maggio - Otho Orlando Kurz, architetto tedesco (n. 1881)
- 11 maggio - Jules Repond, ufficiale svizzero (n. 1853)
- 12 maggio - Virgilia D'Andrea, anarchica e poetessa italiana (n. 1888)
- 12 maggio - Gyula Krúdy, scrittore ungherese (n. 1878)
- 13 maggio - Paul Ernst, scrittore tedesco (n. 1866)
- 13 maggio - Karl von Fasbender, generale tedesco (n. 1852)
- 13 maggio - Cesare Gioppi, avvocato e politico italiano (n. 1849)
- 13 maggio - Ernest Torrence, attore scozzese (n. 1878)
- 14 maggio - Erich Schönfelder, regista, attore e sceneggiatore tedesco (n. 1885)
- 14 maggio - Juozas Žebrauskas, calciatore lituano (n. 1904)
- 15 maggio - Hermann von François, generale tedesco (n. 1856)
- 16 maggio - Ulisse Carlo Bascherini, vescovo cattolico italiano (n. 1844)
- 16 maggio - Cynthia Curzon, politica inglese (n. 1898)
- 16 maggio - John Henry Mackay, scrittore, attivista e biografo britannico (n. 1864)
- 16 maggio - Christian Pfister, medievista francese (n. 1857)
- 21 maggio - Ferdinando Resta Pallavicino, imprenditore e politico italiano (n. 1860)
- 22 maggio - Elvira Donnarumma, cantante italiana (n. 1883)
- 22 maggio - Sándor Ferenczi, psicoanalista e psichiatra ungherese (n. 1873)
- 23 maggio - Giomo Trichilo, poeta italiano (n. 1847)
- 23 maggio - José María Vargas Vila, scrittore colombiano (n. 1860)
- 24 maggio - Angelo Galli, scultore e pittore italiano (n. 1870)
- 24 maggio - Rosslyn Erskine-Wemyss, I Barone Wester Wemyss, militare britannico (n. 1864)
- 25 maggio - William A. Shinkman, compositore di scacchi statunitense (n. 1847)
- 25 maggio - Victor Whitechurch, scrittore inglese (n. 1868)
- 26 maggio - Angelo Pavia, avvocato e politico italiano (n. 1858)
- 26 maggio - Jimmie Rodgers, cantante statunitense (n. 1897)
- 27 maggio - Achille Paroche, tiratore a segno francese (n. 1868)
- 28 maggio - Julia Swayne Gordon, attrice statunitense (n. 1878)
- 28 maggio - Emanuele Filiberto di Villafranca-Soissons, nobile italiano (n. 1873)
- 28 maggio - Marga von Etzdorf, aviatrice tedesca (n. 1907)
- 29 maggio - Eckart Kehr, storico tedesco (n. 1902)
- 30 maggio - William Elkin, astronomo statunitense (n. 1855)
- 30 maggio - Semën Aranovič Geršgorin, matematico sovietico (n. 1901)

## Giugno(40)
- 2 giugno - George D. Baker, regista e sceneggiatore statunitense (n. 1868)
- 2 giugno - Frank Jarvis, velocista e triplista statunitense (n. 1878)
- 4 giugno - Ahmet Haşim, poeta turco (n. 1884)
- 6 giugno - Viktor Mucha, dermatologo austriaco (n. 1877)
- 7 giugno - Pompeo Baldoni, politico italiano (n. 1857)
- 8 giugno - Anthony Hope, scrittore britannico (n. 1863)
- 9 giugno - Fernand Allard l'Olivier, pittore e illustratore belga (n. 1883)
- 9 giugno - Hildegart Rodríguez Carballeira, attivista spagnola (n. 1914)
- 10 giugno - Kalla Pasha, wrestler e attore statunitense (n. 1879)
- 11 giugno - Hildegard Burjan, politica austriaca (n. 1883)
- 11 giugno - Ragnar Halvorsen, calciatore norvegese (n. 1893)
- 11 giugno - Claudio Treves, politico, giornalista e antifascista italiano (n. 1869)
- 13 giugno - Alice Elizabeth Doherty, circense statunitense (n. 1887)
- 13 giugno - Atilio Granara Costa, calciatore argentino (n. 1906)
- 14 giugno - Bill Beckman, lottatore statunitense (n. 1881)
- 14 giugno - Justinien Clary, tiratore a volo e dirigente sportivo francese (n. 1860)
- 16 giugno - Haim Arlozoroff, sindacalista, poeta e politico israeliano (n. 1899)
- 16 giugno - Giovanni Bordiga, matematico italiano (n. 1854)
- 18 giugno - Harry Sweet, attore, regista e sceneggiatore statunitense (n. 1901)
- 20 giugno - Edward Chiera, archeologo italiano (n. 1885)
- 20 giugno - Clara Zetkin, politica tedesca (n. 1857)
- 21 giugno - Nicola Maria Audino, vescovo cattolico italiano (n. 1861)
- 21 giugno - Bonaventura Barattelli, compositore e pianista italiano (n. 1888)
- 21 giugno - Luigi Failla Tedaldi, entomologo italiano (n. 1853)
- 21 giugno - Umberto Paradisi, regista, attore e giornalista italiano (n. 1878)
- 23 giugno - Albert Champoudry, mezzofondista francese (n. 1880)
- 23 giugno - Frands Faber, hockeista su prato danese (n. 1897)
- 23 giugno - Vito Fedeli, compositore e organista italiano (n. 1866)
- 23 giugno - Luigi Tabacco, calciatore italiano (n. 1901)
- 24 giugno - Maurice Balfourier, generale francese (n. 1852)
- 24 giugno - Sissieretta Jones, soprano statunitense
- 25 giugno - Anna Brigadere, scrittrice e drammaturga lettone (n. 1861)
- 25 giugno - Jean Cugnot, pistard francese (n. 1899)
- 25 giugno - Giovanni Giacometti, pittore svizzero (n. 1868)
- 26 giugno - Felice Borghese, imprenditore e politico italiano (n. 1851)
- 26 giugno - Lodovico Mazzotti, imprenditore italiano (n. 1870)
- 27 giugno - Alexander Hardcastle, mecenate e archeologo britannico (n. 1872)
- 29 giugno - Roscoe Arbuckle, attore, produttore cinematografico e regista statunitense (n. 1887)
- 29 giugno - Edmund Edward Fournier d'Albe, fisico irlandese (n. 1868)
- 30 giugno - Tom Niblo, calciatore scozzese (n. 1878)

## Luglio(45)
- 1º luglio - Albert Russel Erskine, imprenditore statunitense (n. 1871)
- 1º luglio - P. H. McCarthy, politico irlandese (n. 1863)
- 2 luglio - Gerald Ames, attore, regista e schermidore britannico (n. 1880)
- 2 luglio - Eusebi Arnau, scultore spagnolo (n. 1863)
- 2 luglio - Giuseppe Bertazzoni, vescovo cattolico italiano (n. 1865)
- 2 luglio - Ruggero Lupi, attore italiano (n. 1882)
- 2 luglio - Caroline Yale, inventrice e educatrice statunitense (n. 1848)
- 3 luglio - Hilde Holovsky, pattinatrice artistica su ghiaccio austriaca (n. 1917)
- 3 luglio - Hipólito Yrigoyen, politico argentino (n. 1852)
- 6 luglio - Robert Kajanus, compositore e direttore d'orchestra finlandese (n. 1856)
- 6 luglio - Michele La Rosa, fisico italiano (n. 1880)
- 10 luglio - Olof August Danielsson, filologo classico, linguista e etruscologo svedese (n. 1852)
- 10 luglio - Joseph Urban, architetto, scenografo e designer austriaco (n. 1872)
- 11 luglio - Venturino Camaiti, scrittore e poeta italiano (n. 1862)
- 11 luglio - Edward Dillon, attore, regista e sceneggiatore statunitense (n. 1879)
- 11 luglio - Vittorio Giaccone, avvocato e politico italiano (n. 1858)
- 14 luglio - Francesc Viñas, tenore spagnolo (n. 1863)
- 14 luglio - Raymond Roussel, scrittore, drammaturgo e poeta francese (n. 1877)
- 15 luglio - Irving Babbitt, critico letterario, giornalista e docente statunitense (n. 1865)
- 15 luglio - Kliment Bojadžiev, generale bulgaro (n. 1861)
- 15 luglio - Freddie Keppard, musicista statunitense (n. 1890)
- 15 luglio - Clément Maurice, regista, produttore cinematografico e fotografo francese (n. 1853)
- 17 luglio - Gaetano Cresseri, pittore italiano (n. 1870)
- 17 luglio - Steponas Darius, aviatore e calciatore lituano (n. 1896)
- 17 luglio - Stasys Girėnas, aviatore statunitense (n. 1893)
- 17 luglio - Charles Prince, attore e regista francese (n. 1872)
- 18 luglio - Giorgio Pessi, ufficiale e aviatore italiano (n. 1891)
- 18 luglio - Franz Sedlacek, allenatore di calcio e calciatore austriaco (n. 1892)
- 18 luglio - James Stopford, VI conte di Courtown, nobile irlandese (n. 1853)
- 18 luglio - Karel Vaněk, scrittore e giornalista ceco (n. 1887)
- 19 luglio - Kaarle Krohn, scrittore finlandese (n. 1863)
- 20 luglio - Elisabetta di Anhalt, nobile tedesca (n. 1857)
- 21 luglio - Pietro Alberici, magistrato e politico italiano (n. 1870)
- 21 luglio - Victor Gabriel Gilbert, pittore francese (n. 1847)
- 22 luglio - Adolf Olland, scacchista olandese (n. 1867)
- 23 luglio - Louis Abbiate, compositore e musicista monegasco (n. 1866)
- 23 luglio - Jatindra Mohan Sengupta, rivoluzionario indiano (n. 1885)
- 24 luglio - Max von Schillings, compositore e direttore d'orchestra tedesco (n. 1868)
- 25 luglio - Gustav Georg Embden, biochimico tedesco (n. 1874)
- 26 luglio - Louise Closser Hale, attrice statunitense (n. 1872)
- 26 luglio - Emil Magnusson, discobolo svedese (n. 1887)
- 26 luglio - Charles Albert Tindley, pastore metodista statunitense (n. 1851)
- 27 luglio - Pasquale Calderoni Martini, numismatico e politico italiano (n. 1859)
- 28 luglio - William Pakenham, ammiraglio irlandese (n. 1861)
- 29 luglio - Gerhard Schjelderup, compositore, scrittore e docente norvegese (n. 1859)

## Agosto(42)
- 3 agosto - Antonio De Tomaso, politico argentino (n. 1889)
- 3 agosto - Romeo Sartori, militare e aviatore italiano (n. 1897)
- 3 agosto - Otto Stapf, botanico austriaco (n. 1857)
- 6 agosto - Gotthelf Bergsträsser, linguista e orientalista tedesco (n. 1886)
- 6 agosto - Cosimo Caruso, generale italiano (n. 1863)
- 8 agosto - Luca Beltrami, architetto, storico dell'arte e politico italiano (n. 1854)
- 8 agosto - Lloyd B. Carleton, regista, attore e produttore cinematografico statunitense (n. 1872)
- 8 agosto - Antonio Miani, generale italiano (n. 1864)
- 8 agosto - Gabriel Moreau, attore e regista francese (n. 1874)
- 8 agosto - Enrico Squaglia, militare e aviatore italiano (n. 1902)
- 8 agosto - Giuseppe Ettore Viganò, generale e politico italiano (n. 1843)
- 10 agosto - Edmond Louis Dupain, pittore francese (n. 1847)
- 10 agosto - Pio Carlo Falletti, storico italiano (n. 1848)
- 10 agosto - Henriot, scrittore e disegnatore francese (n. 1857)
- 12 agosto - Alexandru Philippide, linguista rumeno (n. 1859)
- 13 agosto - Amar Prakash, principe indiano (n. 1888)
- 13 agosto - Hasan Prishtina, politico albanese (n. 1873)
- 17 agosto - Henri Brémond, storico e critico letterario francese (n. 1865)
- 17 agosto - Jules Lecomte, calciatore belga (n. 1883)
- 17 agosto - Giovanni Battista Marieni, generale italiano (n. 1858)
- 17 agosto - Eric Powell, canottiere britannico (n. 1886)
- 18 agosto - James Williamson, regista, direttore della fotografia e sceneggiatore scozzese (n. 1855)
- 20 agosto - Gustaf Cederström, pittore svedese (n. 1845)
- 20 agosto - Filiberto Scarpelli, giornalista, fumettista e disegnatore italiano (n. 1870)
- 23 agosto - Marie Cahill, cantante e attrice statunitense (n. 1870)
- 23 agosto - Adolf Loos, architetto cecoslovacco (n. 1870)
- 24 agosto - Graham Bower, diplomatico britannico (n. 1848)
- 25 agosto - Guerrino Amelli, presbitero e letterato italiano (n. 1848)
- 26 agosto - Nikolaj Ivanovič Ašmarin, scrittore, linguista e filologo russo (n. 1870)
- 26 agosto - Leo Ferrero, scrittore e drammaturgo italiano (n. 1903)
- 26 agosto - Sofija Jakovlevna Parnok, poetessa e traduttrice russa (n. 1885)
- 27 agosto - Georges Hayem, ematologo e medico francese (n. 1841)
- 28 agosto - Helen Dunbar, attrice statunitense (n. 1863)
- 28 agosto - Jean de Chabannes, velista francese (n. 1871)
- 29 agosto - Albert Baur, chimico e imprenditore tedesco (n. 1856)
- 29 agosto - Gustav Hensel, calciatore tedesco (n. 1884)
- 30 agosto - Giberto Arrivabene Valenti Gonzaga, militare e politico italiano (n. 1872)
- 30 agosto - Ada Leverson, scrittrice inglese (n. 1862)
- 30 agosto - Rex McDougall, attore britannico (n. 1878)
- 31 agosto - Henri Borel, scrittore e giornalista olandese (n. 1869)
- 31 agosto - Theodor Lessing, filosofo tedesco (n. 1872)
- 31 agosto - Giovanni Pippan, politico, sindacalista e antifascista italiano (n. 1894)

## Settembre(50)
- 1º settembre - William Grant Craib, botanico britannico (n. 1882)
- 1º settembre - Christian Schreiber, vescovo cattolico tedesco (n. 1872)
- 2 settembre - Georges Leygues, politico francese (n. 1857)
- 2 settembre - Francesco de Pinedo, aviatore e generale italiano (n. 1890)
- 2 settembre - Francisco Henríquez de Zubiría, tiratore di fune colombiano (n. 1869)
- 3 settembre - Leonardo Bistolfi, scultore e politico italiano (n. 1859)
- 3 settembre - Frédéric Soulacroix, pittore francese (n. 1858)
- 3 settembre - Clarice Tartufari, scrittrice italiana (n. 1868)
- 4 settembre - Émile Sacré, velista francese (n. 1861)
- 5 settembre - Carlo Restelli, anarchico italiano (n. 1880)
- 6 settembre - Tommaso Casoni, medico italiano (n. 1880)
- 7 settembre - Max Adalbert, attore tedesco (n. 1874)
- 7 settembre - Edward Grey, politico britannico (n. 1862)
- 7 settembre - Marcel Journet, basso francese (n. 1868)
- 8 settembre - Robert Chesebrough, chimico e inventore statunitense (n. 1837)
- 8 settembre - Faysal I d'Iraq, re (n. 1885)
- 10 settembre - Mario Umberto Borzacchini, pilota automobilistico italiano (n. 1898)
- 10 settembre - Giuseppe Campari, pilota automobilistico italiano (n. 1892)
- 10 settembre - Stanislas Czaykowski, pilota automobilistico, militare e nobile polacco (n. 1899)
- 10 settembre - Laurits Andersen Ring, pittore danese (n. 1854)
- 11 settembre - Jules Clévenot, nuotatore e pallanuotista francese (n. 1875)
- 11 settembre - Giovanni Pulvirenti, vescovo cattolico italiano (n. 1871)
- 11 settembre - Adrian Ross, paroliere e librettista britannico (n. 1859)
- 12 settembre - Charles Adams Platt, architetto, pittore e incisore statunitense (n. 1861)
- 12 settembre - Leonard James Rogers, matematico britannico (n. 1862)
- 15 settembre - Max Hoelz, politico tedesco (n. 1889)
- 15 settembre - Yisrael Meir Kagan, rabbino e teologo lituano (n. 1839)
- 16 settembre - Raffaele Scapinelli di Leguigno, cardinale, arcivescovo cattolico e nobile italiano (n. 1858)
- 17 settembre - Gustaf Ankarcrona, pittore svedese (n. 1869)
- 19 settembre - E. W. Kemble, disegnatore statunitense (n. 1861)
- 20 settembre - Annie Besant, attivista, saggista e esoterista britannica (n. 1847)
- 20 settembre - Albrecht Höhler, antifascista tedesco (n. 1898)
- 21 settembre - Wille Andersson, pallanuotista e nuotatore svedese (n. 1891)
- 21 settembre - Max Manitius, storico e latinista tedesco (n. 1858)
- 21 settembre - Kenji Miyazawa, poeta, scrittore e agronomo giapponese (n. 1896)
- 21 settembre - Eduard Daniël van Oort, ornitologo olandese (n. 1876)
- 22 settembre - Chen Jiongming, giurista, militare e rivoluzionario cinese (n. 1878)
- 22 settembre - Eugenio Cisterna, pittore italiano (n. 1862)
- 24 settembre - Ferdinand Bonn, attore tedesco (n. 1861)
- 25 settembre - Palmer Bowman, attore statunitense (n. 1885)
- 25 settembre - Paul Ehrenfest, fisico e matematico austriaco (n. 1880)
- 25 settembre - Ring Lardner, giornalista, scrittore e sceneggiatore statunitense (n. 1885)
- 26 settembre - Mario Martucci, generale e aviatore italiano (n. 1892)
- 26 settembre - Hugo Toeppen, lottatore statunitense (n. 1853)
- 27 settembre - Zaida Ben-Yusuf, fotografa inglese (n. 1869)
- 27 settembre - Mario Pasquale Costa, compositore italiano (n. 1858)
- 28 settembre - Emidio Agostinoni, politico, giornalista e fotografo italiano (n. 1879)
- 28 settembre - Robert Seymour Conway, filologo classico e glottologo britannico (n. 1864)
- 30 settembre - Pietro Castellino, medico e politico italiano (n. 1864)
- 30 settembre - Amanto Di Fausto, politico italiano (n. 1878)

## Ottobre(50)
- 1º ottobre - Te Rata, sovrano neozelandese
- 2 ottobre - Elizabeth Thompson, pittrice britannica (n. 1846)
- 3 ottobre - Young Stribling, pugile statunitense (n. 1904)
- 5 ottobre - Renée Adorée, attrice francese (n. 1898)
- 5 ottobre - Nikolaj Nikolaevič Judenič, generale e politico russo (n. 1862)
- 5 ottobre - Adolfo Tommasi, pittore italiano (n. 1851)
- 6 ottobre - Constant Puyo, militare e fotografo francese (n. 1857)
- 7 ottobre - Gino Di Caporiacco, politico italiano (n. 1878)
- 7 ottobre - August Natterer, pittore tedesco (n. 1868)
- 8 ottobre - Morris Hillquit, avvocato e politico statunitense (n. 1869)
- 8 ottobre - Giuseppe Piasentin, calciatore italiano (n. 1903)
- 8 ottobre - Guido D'Ippolito, pilota automobilistico italiano (n. 1894)
- 11 ottobre - Alfred Dührssen, ginecologo tedesco (n. 1862)
- 11 ottobre - Ernest Friedrich Gilg, botanico tedesco (n. 1867)
- 11 ottobre - Ottavio Palombaro, imprenditore italiano (n. 1861)
- 13 ottobre - Cesare Serviatti, serial killer italiano (n. 1880)
- 13 ottobre - Duke Worne, regista, attore e produttore cinematografico statunitense (n. 1888)
- 14 ottobre - Nikolaj Nikolaevič Martos, generale russo (n. 1858)
- 15 ottobre - Lancelot Carnegie, diplomatico inglese (n. 1861)
- 15 ottobre - Nitobe Inazō, politico, diplomatico e educatore giapponese (n. 1862)
- 15 ottobre - Paul Édouard Pouradier-Duteil, generale francese (n. 1854)
- 16 ottobre - Carlo Cattanei, pianista e compositore italiano (n. 1851)
- 16 ottobre - Henry Ericsson, artista finlandese (n. 1898)
- 16 ottobre - Manuel Críspulo González, imprenditore spagnolo (n. 1846)
- 16 ottobre - Ismael Montes, politico e generale boliviano (n. 1861)
- 17 ottobre - Johann Berger, scacchista, compositore di scacchi e editore austriaco (n. 1845)
- 18 ottobre - Albert von Trentini, scrittore e drammaturgo austriaco (n. 1878)
- 19 ottobre - Albert Calmette, medico e microbiologo francese (n. 1863)
- 19 ottobre - Oskari Friman, lottatore finlandese (n. 1893)
- 21 ottobre - Sarre Guarnieri, architetto italiano (n. 1904)
- 21 ottobre - Bernardino Varisco, filosofo, matematico e politico italiano (n. 1850)
- 22 ottobre - Adli Yakan Pascià, politico egiziano (n. 1863)
- 23 ottobre - Johannes Baptiste Olaf Fallize, vescovo cattolico e politico lussemburghese (n. 1844)
- 23 ottobre - Orville Harrold, tenore statunitense (n. 1877)
- 24 ottobre - Annie Swynnerton, pittrice britannica (n. 1844)
- 25 ottobre - Evelyn Baldwin, esploratore statunitense (n. 1862)
- 25 ottobre - Lillian Hall-Davis, attrice inglese (n. 1898)
- 26 ottobre - Jerzy Bardziński, militare e bobbista polacco (n. 1892)
- 26 ottobre - José Malhoa, pittore portoghese (n. 1855)
- 27 ottobre - Alceste Campriani, pittore italiano (n. 1848)
- 27 ottobre - Francis Graham Crookshank, epidemiologo, psicologo e scrittore britannico (n. 1873)
- 27 ottobre - Julius Klengel, violoncellista tedesco (n. 1859)
- 27 ottobre - Emily Murphy, giurista, scrittrice e attivista canadese (n. 1868)
- 27 ottobre - Ignatij Ignat'evič Nivinskij, pittore, grafico e scenografo russo (n. 1881)
- 29 ottobre - Rudolph Lewis, ciclista su strada sudafricano (n. 1887)
- 29 ottobre - George Luks, pittore, illustratore e fumettista statunitense (n. 1867)
- 29 ottobre - Paul Painlevé, matematico e politico francese (n. 1863)
- 30 ottobre - Dario Baldi, medico e politico italiano (n. 1857)
- 30 ottobre - Enrico Burci, chirurgo italiano (n. 1862)
- 31 ottobre - Émile Sartorius, calciatore francese (n. 1883)

## Novembre(56)
- 1º novembre - Aniya la Gitana, cantante, danzatrice e chitarrista spagnola (n. 1855)
- 2 novembre - Henry Merrick Lawson, generale irlandese (n. 1859)
- 2 novembre - Aleksandr Michajlovič Sibirjakov, esploratore russo (n. 1849)
- 3 novembre - Nobuko, principessa Asaka, principessa giapponese (n. 1891)
- 3 novembre - Émile Roux, medico e microbiologo francese (n. 1853)
- 4 novembre - Pietro Milone, poeta italiano (n. 1867)
- 5 novembre - Adolphe Girod, generale, aviatore e politico francese (n. 1872)
- 5 novembre - Texas Guinan, attrice statunitense (n. 1884)
- 5 novembre - Hermann Heller, giurista e politologo tedesco (n. 1891)
- 5 novembre - Sen Katayama, politico e giornalista giapponese (n. 1859)
- 5 novembre - Nikolaj Aleksandrovič Lochvickij, militare russo (n. 1867)
- 6 novembre - Andrej Ljapčev, politico bulgaro (n. 1866)
- 7 novembre - John Chapman, presbitero britannico (n. 1865)
- 7 novembre - Harry Weber, golfista statunitense (n. 1882)
- 8 novembre - Pietro Albertoni, fisiologo e politico italiano (n. 1849)
- 8 novembre - Vittorio Matteo Corcos, pittore italiano (n. 1859)
- 8 novembre - Mohammed Nadir Shah, sovrano afghano (n. 1883)
- 8 novembre - Henri Smulders, velista olandese (n. 1863)
- 9 novembre - Gino Bonichi, pittore e scrittore italiano (n. 1904)
- 9 novembre - Max Landa, attore e produttore cinematografico austriaco (n. 1873)
- 10 novembre - Hugh Trevor, attore statunitense (n. 1903)
- 11 novembre - Jean Angelo, attore francese (n. 1875)
- 11 novembre - Mineo Chini, matematico italiano (n. 1866)
- 11 novembre - Antonio Giannangeli, sindacalista, anarchico e antifascista italiano (n. 1899)
- 11 novembre - Ernst Hartert, naturalista, ornitologo e zoologo tedesco (n. 1859)
- 12 novembre - Jack Cady, golfista statunitense (n. 1866)
- 12 novembre - Fred Holland Day, fotografo e editore statunitense (n. 1864)
- 12 novembre - Oreste De Gaspari, generale italiano (n. 1864)
- 12 novembre - James T. Kelley, attore irlandese (n. 1854)
- 12 novembre - Alois Pinggera, alpinista austriaca (n. 1843)
- 14 novembre - Enrico Arlotta, politico italiano (n. 1851)
- 16 novembre - Stefano Cardu, marinaio, viaggiatore e disegnatore italiano (n. 1849)
- 16 novembre - Emma Ciardi, pittrice italiana (n. 1879)
- 16 novembre - Pasquale Grippo, politico italiano (n. 1845)
- 16 novembre - Kyrillos III, arcivescovo ortodosso e politico cipriota (n. 1859)
- 18 novembre - Alberto Cecchi, giornalista e commediografo italiano (n. 1895)
- 18 novembre - Pietro Ferraro, calciatore italiano (n. 1892)
- 19 novembre - Louise Jopling, pittrice e poetessa inglese (n. 1843)
- 19 novembre - Vittorio Scialoja, giurista e politico italiano (n. 1856)
- 20 novembre - Augustine Birrell, politico e critico letterario inglese (n. 1850)
- 20 novembre - Ovide Charlebois, vescovo cattolico e missionario canadese (n. 1862)
- 21 novembre - Christian Bäumler, medico tedesco (n. 1836)
- 21 novembre - Norval MacGregor, regista, attore e produttore cinematografico statunitense (n. 1862)
- 22 novembre - Alexander Ludovic Duff, ammiraglio inglese (n. 1862)
- 22 novembre - Ulrik Plesner, architetto danese (n. 1861)
- 22 novembre - Mahmud Tarzi, politico, diplomatico e giornalista afghano (n. 1865)
- 23 novembre - Konrad Hermann Christ, botanico svizzero (n. 1833)
- 23 novembre - Mark M. Dintenfass, produttore cinematografico austro-ungarico (n. 1872)
- 25 novembre - Fernando Agnoletti, scrittore e giornalista italiano (n. 1875)
- 26 novembre - Émile Châtelain, latinista e paleografo francese (n. 1851)
- 26 novembre - Francesco Koristka, ottico e imprenditore boemo (n. 1851)
- 26 novembre - Karl Kurz, allenatore di calcio e calciatore austriaco (n. 1898)
- 26 novembre - August Eduard Martin, ginecologo tedesco (n. 1847)
- 27 novembre - Cesare Nava, ingegnere, architetto e politico italiano (n. 1861)
- 29 novembre - Nicolò d'Alfonso, filosofo, pedagogista e medico italiano (n. 1853)
- 30 novembre - Arthur Currie, generale canadese (n. 1875)

## Dicembre(71)
- 1º dicembre - Giovanni Beda Cardinale, arcivescovo cattolico e diplomatico italiano (n. 1869)
- 1º dicembre - Giorgio Errera, chimico italiano (n. 1860)
- 2 dicembre - Josef Gruber, compositore e organista austriaco (n. 1855)
- 2 dicembre - Émile Meyerson, filosofo e chimico francese (n. 1859)
- 3 dicembre - Antonino Liberi, architetto e ingegnere italiano (n. 1855)
- 4 dicembre - Stefan George, poeta tedesco (n. 1868)
- 4 dicembre - Billy George, calciatore inglese (n. 1874)
- 6 dicembre - Auguste Chapuis, compositore, organista e docente francese (n. 1858)
- 6 dicembre - Eugène Deully, pittore francese (n. 1860)
- 6 dicembre - Hans Knirsch, politico austriaco (n. 1877)
- 7 dicembre - Giuseppe Albini, filologo classico, latinista e politico italiano (n. 1863)
- 7 dicembre - Carlo Bonfanti, tuffatore italiano (n. 1875)
- 7 dicembre - Jan Brandts Buys, compositore olandese (n. 1868)
- 7 dicembre - James Cullen, gesuita, matematico e insegnante irlandese (n. 1867)
- 7 dicembre - Adolph Klauber, produttore teatrale, regista e critico teatrale statunitense (n. 1879)
- 7 dicembre - Stella Benson, scrittrice britannica (n. 1892)
- 8 dicembre - Karl Jatho, inventore tedesco (n. 1873)
- 8 dicembre - André de Schonen, schermidore e tiratore a segno francese (n. 1869)
- 8 dicembre - Yamamoto Gon'nohyōe, militare e politico giapponese (n. 1852)
- 9 dicembre - Julius Falkenstein, attore tedesco (n. 1879)
- 9 dicembre - Alfonso Ferrero, scrittore italiano (n. 1873)
- 10 dicembre - János Hadik, politico ungherese (n. 1863)
- 11 dicembre - Francesco Piria, imprenditore, giornalista e politico uruguaiano (n. 1847)
- 11 dicembre - Il'ja L'vovič Tolstoj, russo (n. 1866)
- 12 dicembre - Camille Jullian, storico, filologo e archeologo francese (n. 1859)
- 12 dicembre - Romana Popiel, attrice polacca (n. 1849)
- 12 dicembre - Anita Rée, pittrice tedesca (n. 1885)
- 12 dicembre - Antonín Švehla, politico cecoslovacco (n. 1873)
- 13 dicembre - Raffaele de Notaristefani, nobile e magistrato italiano (n. 1861)
- 14 dicembre - Louis Gustave Chauveaud, botanico francese (n. 1859)
- 14 dicembre - Gardner Williams, nuotatore statunitense (n. 1877)
- 15 dicembre - Ludwig Schlesinger, matematico tedesco (n. 1864)
- 16 dicembre - Robert William Chambers, scrittore e pittore statunitense (n. 1865)
- 16 dicembre - Adalgisa Gabbi, soprano italiano (n. 1857)
- 17 dicembre - Abdul Rachim Achverdov, scrittore azero (n. 1870)
- 17 dicembre - Edward Elkas, attore statunitense (n. 1862)
- 17 dicembre - Oskar Potiorek, generale austro-ungarico (n. 1853)
- 17 dicembre - Tokuhei Sada, nuotatore giapponese (n. 1909)
- 17 dicembre - Thubten Gyatso, monaco buddhista tibetano (n. 1876)
- 18 dicembre - Abdul Khaliq Hazara, criminale afghano (n. 1916)
- 18 dicembre - Mary Parker Follett, filosofa, politologa e scrittrice statunitense (n. 1868)
- 18 dicembre - Hans Vaihinger, filosofo e insegnante tedesco (n. 1852)
- 19 dicembre - Jimmie Adams, attore statunitense (n. 1888)
- 19 dicembre - Solatium, disegnatore italiano (n. 1859)
- 19 dicembre - Friedrich von Ingenohl, ammiraglio tedesco (n. 1857)
- 19 dicembre - Michele Mariacher, tenore italiano (n. 1864)
- 19 dicembre - Eleuterio Rodolfi, attore, regista e sceneggiatore italiano (n. 1876)
- 20 dicembre - Robert Dufour, calciatore francese (n. 1901)
- 21 dicembre - Henry Fielding Dickens, avvocato e magistrato britannico (n. 1849)
- 21 dicembre - Knud Rasmussen, esploratore e antropologo danese (n. 1879)
- 22 dicembre - Lelio Bonin Longare, diplomatico e politico italiano (n. 1859)
- 22 dicembre - Osvald Moberg, ginnasta svedese (n. 1888)
- 23 dicembre - Carlo Gagliazzo, politico italiano (n. 1877)
- 23 dicembre - Blanche Friderici, attrice statunitense (n. 1878)
- 23 dicembre - Giuseppe Tanari, politico italiano (n. 1852)
- 24 dicembre - Ariberto di Anhalt, principe tedesco (n. 1866)
- 24 dicembre - Guy Le Strange, orientalista britannico (n. 1854)
- 24 dicembre - Lorenzo Tio, clarinettista, oboista e sassofonista statunitense (n. 1893)
- 25 dicembre - Francesc Macià, politico e militare spagnolo (n. 1859)
- 25 dicembre - Aleksandre Mrevlishvili, pittore georgiano (n. 1866)
- 26 dicembre - Mary Ann Bevan, infermiera britannica (n. 1874)
- 26 dicembre - Eduard Vilde, scrittore e giornalista estone (n. 1865)
- 27 dicembre - Alexander von Krobatin, generale austro-ungarico (n. 1849)
- 27 dicembre - Armando Lucifero, nobile, poeta e scrittore italiano (n. 1855)
- 28 dicembre - Du Xigui, ammiraglio e politico cinese (n. 1875)
- 28 dicembre - Anatolij Vasil'evič Lunačarskij, politico, scrittore e rivoluzionario russo (n. 1875)
- 28 dicembre - Robert Vonnoh, pittore statunitense (n. 1858)
- 29 dicembre - Giuseppe Martino, magistrato e politico italiano (n. 1851)
- 30 dicembre - Ion Duca, politico rumeno (n. 1879)
- 31 dicembre - Léonie Gilmour, giornalista e scrittrice statunitense (n. 1871)
- 31 dicembre - Eduardo Massari, magistrato e giurista italiano (n. 1874)

## Senza giorno specificato(58)
- Luigi Baffa, ingegnere italiano (n. 1894)
- Attilio Barion, editore italiano (n. 1877)
- Robert Anning Bell, pittore e illustratore britannico (n. 1863)
- Ermenegildo Bois, scultore italiano
- Rachele Botti Binda, scrittrice italiana (n. 1858)
- Matteo Campori, poeta, politico e collezionista d'arte italiano (n. 1856)
- Argia Castiglioni Vitalis, poetessa, giornalista e patriota italiana (n. 1855)
- Giulia Celenza, traduttrice e anglista italiana (n. 1882)
- Chen Zizheng, insegnante cinese (n. 1878)
- Corrado Colombo, commediografo italiano (n. 1861)
- Antonio Conti, medico e politico italiano (n. 1840)
- Silvio De Pretto, ingegnere e imprenditore italiano (n. 1848)
- Lionel De la Laurencie, musicologo francese (n. 1861)
- Eustaquio de Escandón, giocatore di polo messicano (n. 1862)
- Oskar Fleischer, musicologo tedesco (n. 1856)
- Georges Friedel, mineralogista francese (n. 1865)
- Eugène Gaillard, designer francese (n. 1862)
- Goffredo Galliani, attore e commediografo italiano (n. 1857)
- Adolphe Giraldon, pittore e illustratore francese (n. 1855)
- Karl Otto Graebner, botanico tedesco (n. 1871)
- Theodore Wratislaw, poeta inglese (n. 1871)
- Firmin Gémier, regista teatrale francese (n. 1869)
- Saint George Hare, pittore irlandese (n. 1857)
- Hu Weide, politico e diplomatico cinese (n. 1863)
- Ernest Hébrard, archeologo, architetto e urbanista francese (n. 1875)
- Émile Jacqmain, avvocato e politico belga (n. 1860)
- Nikolaj Ivanovič Kolokolov, scrittore russo (n. 1897)
- Paul George Konody, storico e critico d'arte ungherese (n. 1872)
- Charles Carmichael Lacaita, botanico e politico britannico (n. 1853)
- Alfred Leete, illustratore e grafico britannico (n. 1882)
- August Lemmer, pittore tedesco (n. 1862)
- Gabriele Giovanni Mazza, imprenditore italiano (n. 1851)
- Ernest Molier, direttore artistico, cavallerizzo e circense francese (n. 1850)
- Ottavio Moretti, calciatore italiano (n. 1898)
- László Négyesy, critico letterario ungherese (n. 1861)
- Luigi Orlando, ingegnere italiano (n. 1862)
- Muhammad di Negeri Sembilan, sovrano malese (n. 1865)
- Luigi Palazzo, fisico italiano (n. 1861)
- Vito Pardo, scultore italiano (n. 1872)
- Arthur Kingsley Porter, storico dell'arte e medievista statunitense (n. 1883)
- Leonardo Roda, pittore italiano (n. 1868)
- Florestano Rossomandi, pianista e compositore italiano (n. 1857)
- Jacques-Émile Ruhlmann, designer francese (n. 1879)
- Augusto Cesare Seghizzi, compositore e direttore di coro italiano (n. 1873)
- Joakim Skovgaard, pittore danese (n. 1856)
- Henry Carter Stuart, politico statunitense (n. 1855)
- Sun Lutang, artista marziale cinese (n. 1860)
- Ernesto Trapanese, avvocato e politico italiano (n. 1871)
- Juozas Tumas-Vaižgantas, scrittore, politico e presbitero lituano (n. 1869)
- Giulio Valenti, anatomista italiano (n. 1860)
- Enrique José Varona, scrittore, filosofo e politico cubano (n. 1849)
- Vjačeslav Kazimirovič Viskovskij, regista cinematografico russo (n. 1881)
- Erich Paul Weber, generale tedesco (n. 1860)
- Harry de Windt, esploratore e scrittore britannico (n. 1856)
- Anton Witek, violinista boemo (n. 1872)
- Guerau de Liost, poeta, politico e giornalista spagnolo (n. 1878)
- Ahmed esh-Sherif, politico libico (n. 1872)
- Charles le Morvan, astronomo francese (n. 1865)